# Hexalobus salicifolius
Hexalobus salicifolius là một loài thực vật thuộc họ Annonaceae. Loài này có ở Cameroon và Bờ Biển Ngà.